# Aleksej Leonidovič Pažitnov
Aleksej Leonidovič Pažitnov (Алексей Леонидович Пажитнов; Mosca, 16 aprile 1955) è un programmatore russo naturalizzato statunitense.
Ha guadagnato grandissima notorietà per aver creato il celebre videogame Tetris, sviluppato mentre stava lavorando per il Vyčislitel'nyj centr imeni A. A. Dorodnicyna dell'Accademia delle Scienze Sovietica, un centro di ricerca e sviluppo fondato dal governo sovietico.

## Biografia
Nato a Mosca, allora parte dell'Unione Sovietica, Pažitnov studiò matematica applicata al Moskovskij aviacionnyj institut.
Pažitnov creò Tetris con l'aiuto di Dmitrij Pavlovskij e Vadim Gerasimov nel 1985, sviluppandolo inizialmente su un computer Ėlektronika-60. Il gioco, prima disponibile esclusivamente nell'Unione Sovietica, apparve in Occidente nel 1986.
Pažitnov creò anche il seguito, meno conosciuto, di Tetris, chiamato Welltris, praticamente uguale al precedente ma in una grafica 3D dove si vede il piano di gioco dall'alto.
Creato il gioco, Pažitnov ne concesse i diritti, per un periodo di dieci anni, all'organizzazione statale per la quale lavorava; spirato il periodo decennale, ritornò in possesso dei diritti d'autore; a partire dal 1996 cominciò a ricevere delle royalty. Tetris fu commercializzato in Occidente dalla società sovietica Ėlektronorgtechnika ("Elorg"), e pubblicizzato con lo slogan "Dalla Russia con amore". Nel 1991, con Vladimir Pochil'ko, Pažitnov si trasferì negli Stati Uniti dove fondò la Tetris Company assieme a Henk Rogers. Dal 1996 al 2005 collaborò con Microsoft.

## Videogiochi
| Videogioco                                          | Prima uscita | Piattaforma                                                | Ruolo                                               |
| --------------------------------------------------- | ------------ | ---------------------------------------------------------- | --------------------------------------------------- |
| Tetris                                              | 1984         | Ėlektronika-60, IBM-PC                                     | Ideatore (con Vadim Gerasimov e Dmitrij Pavlovskij) |
| Welltris                                            | 1989         | Amiga, Atari ST, Commodore 64, DOS, Macintosh, ZX Spectrum | Progettista (con Andrej Sgenov)                     |
| Faces                                               | 1990         | DOS, Macintosh                                             | Ideatore (con Vladimir Pochil'ko)                   |
| Hatris                                              | 1990         | TurboGrafx-16, Arcade, Game Boy e NES                      | Ideatore                                            |
| Knight Move                                         | 1990         | Famicom Disk System (Giappone)                             | Idealist                                            |
| El-Fish                                             | 1993         | DOS                                                        | Ideatore (con Vladimir Pochil'ko)                   |
| Yoshi's Cookie                                      | 1993         | Super NES                                                  | Ideatore                                            |
| WildSnake                                           | 1994         | Game Boy e Super NES                                       | Designer                                            |
| Knight Moves                                        | 1995         | Microsoft Windows                                          | Ideatore                                            |
| Ice & Fire                                          | 1995         | Windows, Macintosh e PlayStation                           | Ideatore (con Vladimir Pochil'ko)                   |
| Tetrisphere                                         | 1997         | Nintendo 64                                                | Contributore                                        |
| Microsoft Entertainment Pack: The Puzzle Collection | 1997         | Windows e Game Boy Color                                   | Progettista                                         |
| Pandora's Box                                       | 1999         | Windows                                                    | Progettista                                         |
| Hexic HD                                            | 2005         | Xbox 360 (Precaricato su ogni Xbox 360)                    | Ideatore e progettista                              |
| Dwice                                               | 2006         | Windows                                                    | Progettista                                         |
| Hexic 2                                             | 2007         | Xbox 360 (Xbox Live Arcade)                                | Progettista                                         |

## Riconoscimenti
Il 7 marzo 2007, Pažitnov ha ricevuto il Game Developers Choice Awards.

## Nei media
Nel film Tetris (2023) Pažitnov è interpretato da Nikita Efremov.